# Station Forrières
Station Forrières is een spoorwegstation langs spoorlijn 162 (Namen - Aarlen - Luxemburg) in Forrières, een deelgemeente van de gemeente Nassogne. Het is nu een stopplaats.

## Treindienst
| Serie              | Treinsoort          | Route | Bijzonderheden                                                           |
| ------------------ | ------------------- | --- | ------------------------------------------------------------------------ |
| L 950              | L-trein (NMBS)      | Marloie – Forrières – Libramont                                                                                                   | Rijdt 1x/2 uur.                                                          |
| P 7610/8610        | Piekuurtrein (NMBS) | Libramont – Forrières – Ciney | Rijdt alleen op werkdagen.                                               |
| P 7620/8620RE 8600 | Piekuurtrein (NMBS) | [ Luxemburg – Virton ] / [ [ Aarlen – Virton – ] / [ Dinant – ] Libramont – [ Forrières – Ciney ] ]                               | Een rechtstreekse trein Aarlen - Libramont. Een trein Libramont - Ciney. |
| P 7670/8670        | Piekuurtrein (NMBS) | [ Namen – Sart-Bernard ] / [ Rochefort-Jemelle – [ Forrières – Libramont ] / [ Rivage – Luik-Guillemins – Luik-Sint-Lambertus ] ] | Rijdt alleen op werkdagen.                                               |

## Reizigerstellingen
De grafiek en tabel geven het gemiddeld aantal instappende reizigers weer op een week-, zater- en zondag.
| Tabel: aantal instappende reizigers station Forrières | Tabel: aantal instappende reizigers station Forrières | Tabel: aantal instappende reizigers station Forrières | Tabel: aantal instappende reizigers station Forrières |
|                                                       | Weekdag                                               | Zaterdag                                              | Zondag                                                |
| ----------------------------------------------------- | ----------------------------------------------------- | ----------------------------------------------------- | ----------------------------------------------------- |
| 1977                                                  | 183                                                   | 32                                                    | 46                                                    |
| 1978                                                  | 162                                                   | 44                                                    | 31                                                    |
| 1979                                                  | 151                                                   | 29                                                    | 60                                                    |
| 1980                                                  | 133                                                   | 46                                                    | 24                                                    |
| 1981                                                  | 137                                                   | 43                                                    | 36                                                    |
| 1982                                                  | 102                                                   | 17                                                    | 23                                                    |
| 1983                                                  | 91                                                    | 40                                                    | 33                                                    |
| 1984                                                  | 95                                                    | 18                                                    | 28                                                    |
| 1985                                                  | 76                                                    | 22                                                    | 36                                                    |
| 1986                                                  | 57                                                    | 13                                                    | 12                                                    |
| 1987                                                  | 63                                                    | 20                                                    | 28                                                    |
| 1988                                                  | 59                                                    | 15                                                    | 11                                                    |
| 1989                                                  | 57                                                    | 14                                                    | 12                                                    |
| 1990                                                  | 61                                                    | 9                                                     | 10                                                    |
| 1991                                                  | 59                                                    | 8                                                     | 10                                                    |
| 1992                                                  | 47                                                    | 17                                                    | 12                                                    |
| 1993                                                  | 60                                                    | 9                                                     | 16                                                    |
| 1994                                                  | 62                                                    | -                                                     | -                                                     |
| 1995                                                  | 66                                                    | -                                                     | -                                                     |
| 1996                                                  | 60                                                    | -                                                     | -                                                     |
| 1997                                                  | 60                                                    | -                                                     | -                                                     |
| 1998                                                  | 60                                                    | -                                                     | -                                                     |
| 1999                                                  | 29                                                    | -                                                     | -                                                     |
| 2000                                                  | 42                                                    | -                                                     | -                                                     |
| 2001                                                  | 47                                                    | -                                                     | -                                                     |
| 2002                                                  | 41                                                    | -                                                     | -                                                     |
| 2003                                                  | 39                                                    | 9                                                     | 6                                                     |
| 2004                                                  | 91                                                    | 6                                                     | 12                                                    |
| 2005                                                  | 54                                                    | 8                                                     | 8                                                     |
| 2006                                                  | 55                                                    | 16                                                    | 8                                                     |
| 2007                                                  | 54                                                    | 13                                                    | 12                                                    |
| 2008                                                  | -                                                     | -                                                     | -                                                     |
| 2009                                                  | 72                                                    | 14                                                    | 22                                                    |
| 2010                                                  | -                                                     | -                                                     | -                                                     |
| 2011                                                  | -                                                     | -                                                     | -                                                     |
| 2012                                                  | 55                                                    | 10                                                    | 12                                                    |
| 2013                                                  | 48                                                    | 12                                                    | 14                                                    |
| 2014                                                  | 41                                                    | 32                                                    | 8                                                     |
| 2015                                                  | 32                                                    | 20                                                    | 17                                                    |
| 2016                                                  | 38                                                    | 18                                                    | 20                                                    |
| 2017                                                  | 37                                                    | 12                                                    | 12                                                    |
| 2018                                                  | 33                                                    | 23                                                    | 15                                                    |
| 2019                                                  | 37                                                    | 43                                                    | 13                                                    |
| 2020                                                  | 43                                                    | 13                                                    | 7                                                     |
| 2021                                                  | -                                                     | -                                                     | -                                                     |
| 2022                                                  | 41                                                    | 22                                                    | 45                                                    |
| 2023                                                  | 35                                                    | 17                                                    | 16                                                    |
| 2024                                                  | 51                                                    | 29                                                    | 27                                                    |

## Foto's

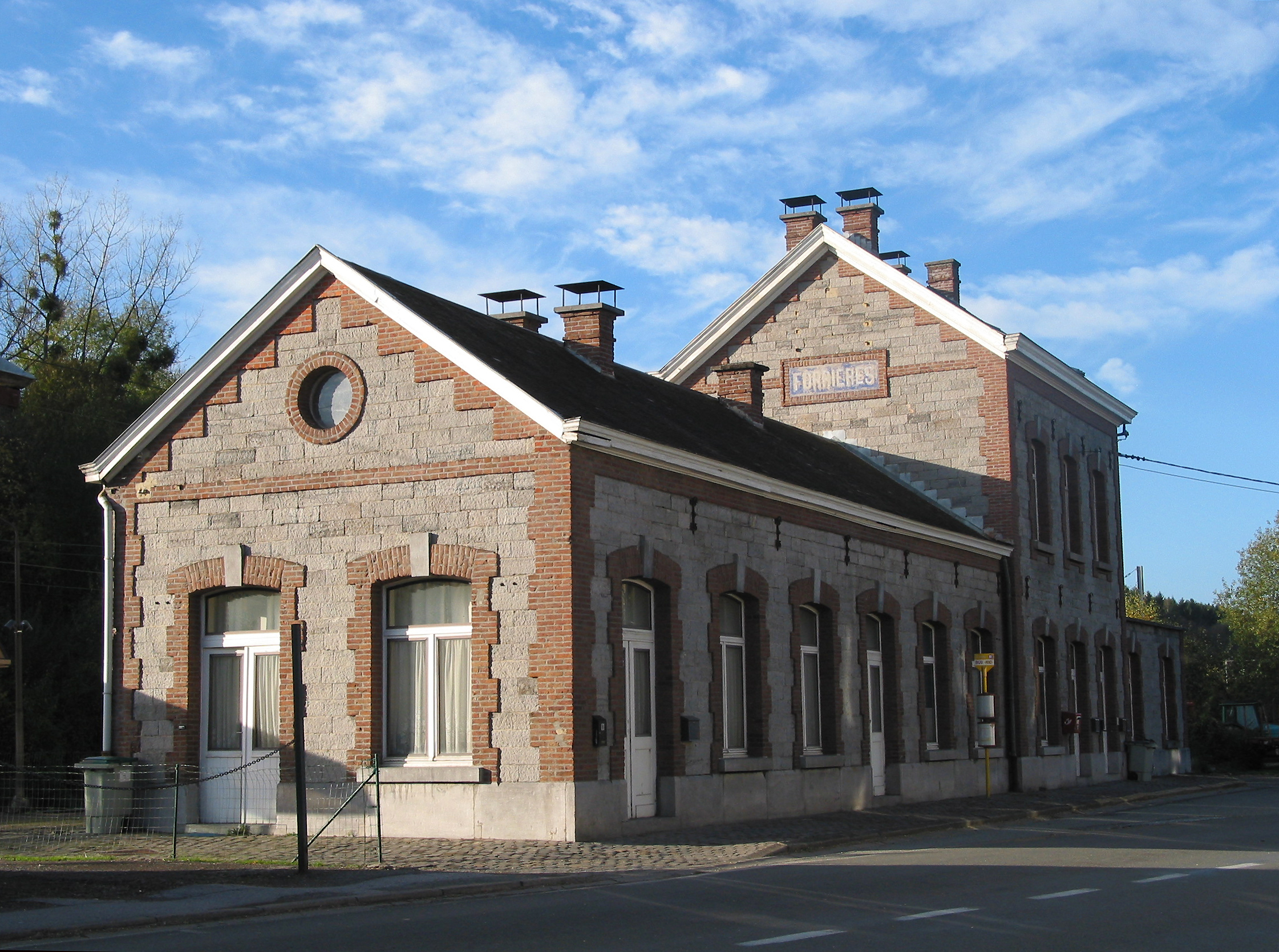
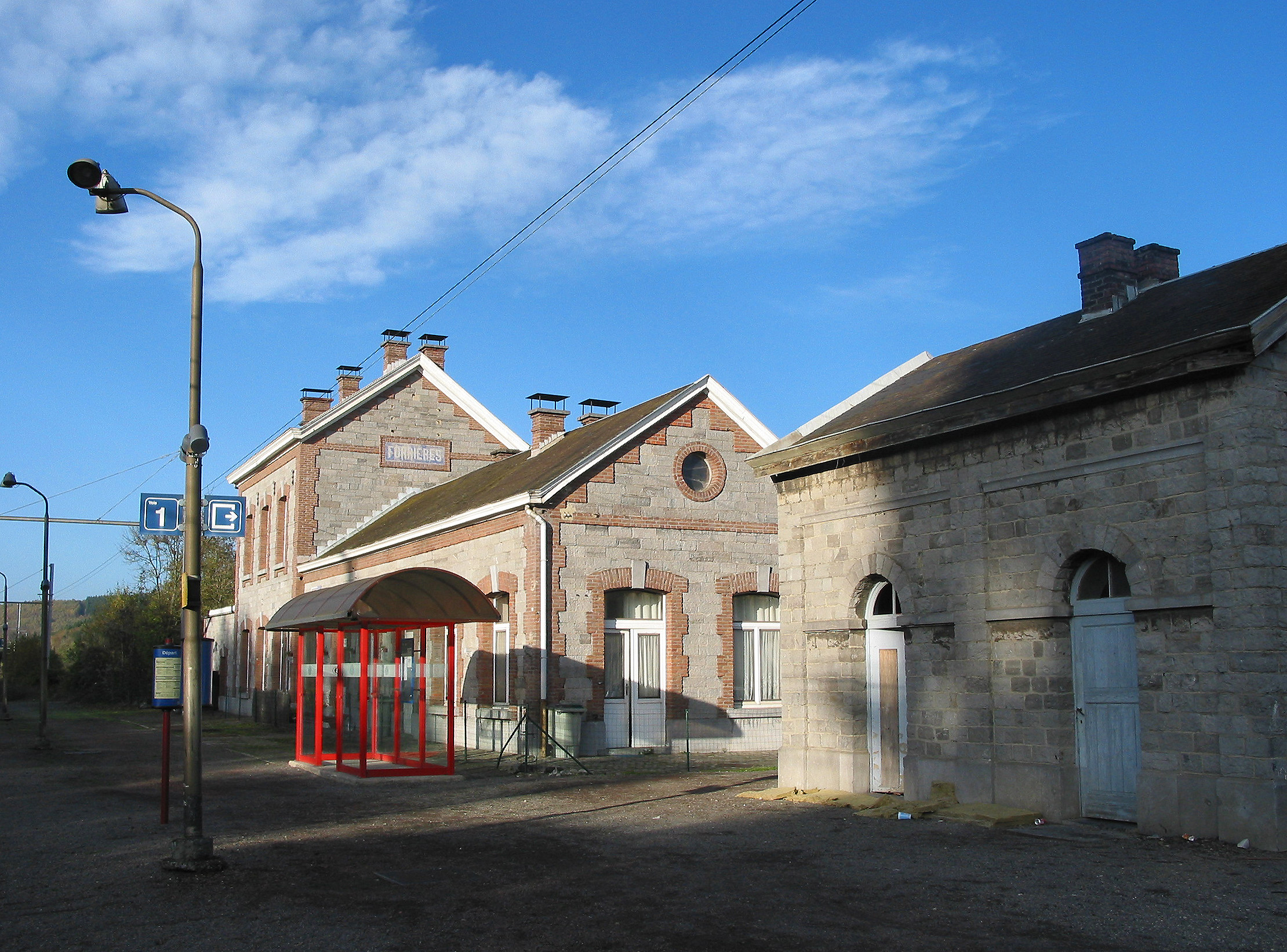

0,0: Namen ·
2,1: Jambes-Oost ·
5,0: Dave-Saint-Martin ·
7,8: Naninne ·
10,9: Sart-Bernard ·
14,0: Courrière ·
16,7: Assesse ·
18,3: Florée ·
20,5: Natoye ·
26,4: Braibant ·
29,0: Ciney ·
32,0: Leignon ·
32,9: Chapois ·
39,1: Haversin ·
45,8: Hogne ·
48,9: Aye ·
51,2: Marloie ·
57,6: Rochefort-Jemelle ·
60,0: Forrières ·
62,8: Lesterny ·
65,9: Grupont ·
72,1: Mirwart ·
76,2: Poix-Saint-Hubert ·
80,0: Hatrival ·
89,7: Libramont ·
94,8: Verlaine ·
98,5: Neufchâteau ·
100,4: Hamipré ·
105,0: Cousteumont ·
107,1: Lavaux ·
111,1: Mellier ·
114,8: Marbehan ·
115,9: Rulles ·
118,5: Houdemont ·
121,6: Habay ·
125,8: Hachy ·
128,0: Fouches ·
132,7: Stockem ·
134,0: Viville ·
135,8: Aarlen ·
137,6: Weyler ·
140,3: Autelbas ·
142,6: Barnich ·
145,5: Sterpenich